# Matej Pampulov
Matei Pampulov (in cirillico: Матей Пампулов; Plovdiv, 29 aprile 1949) è un ex tennista bulgaro.

## Carriera
Dal 1969 al 1982 fu componente della squadra bulgara di Coppa Davis, dove totalizzò 7 vittorie e 13 sconfitte tra singolare e doppio. Insieme al fratello gemello Božidar, formò uno dei doppi di maggior successo nella storia di quella nazionale.
Nel 1973 prese parte alle qualificazioni del torneo di Wimbledon, perdendo al primo turno per mano del britannico Peter Curtis con il punteggio di 4-6 2-6.
Nel 1975 partecipò al torneo di qualificazione del Roland Garros, dove fu sconfitto al terzo turno dal romeno Ionel Sânteiu per 4-6 6-3 8-10, dopo aver beneficiato di un bye al primo turno e aver sconfitto l'italiano Franco Bartoni (6-0, 6-0) al secondo. Sempre nel 1975 Matei e Božidar Pampulov conquistarono l'argento in doppio agli europei di Vienna.
Nel 1978, al torneo Challenger di Istanbul, vinse il torneo di doppio, ancora insieme al fratello Božidar. I due gemelli bissarono il successo nello stesso torneo due anni più tardi.
Nel 1983, dopo aver completato la carriera professionale, Matei divenne capitano non giocatore della squadra bulgara di Coppa Davis.
La nipote Elena Pampoulova è stata a sua volta una tennista professionista.